# Deuteraphorura lampedusae
Deuteraphorura lampedusae is een springstaartensoort uit de familie van de Onychiuridae. De wetenschappelijke naam van de soort is voor het eerst geldig gepubliceerd in 1995 door Fanciulli & Dallai.